# 琴浦町立浦安小学校
琴浦町立浦安小学校（ことうらちょうりつ うらやすしょうがっこう）は、鳥取県東伯郡琴浦町下伊勢にある公立小学校。

## 沿革
- 1936年（昭和11年）6月1日 - 逢束・市勢・伊勢崎の三小学校を統一して逢束村・市勢村・伊勢崎村組合立尋常高等小学校開校。[1]
- 1937年（昭和12年）12月12日 - 下伊勢に新校舎完成。
- 1938年（昭和13年）2月16日 - 方見尋常高等小学校と改称。
- 1947年（昭和22年）4月1日 - 学制改革により浦安町立浦安小学校と改称。
- 1954年（昭和29年）2月1日 - 町村合併により、東伯町立浦安小学校と改称。
- 1965年（昭和40年）4月17日 - 給食室より出火、体育館を残し全校舎焼失。
- 1966年（昭和41年）2月17日 - 鉄筋コンクリート3階建ての新校舎落成。
- 2004年（平成16年）9月1日 - 東伯町と赤碕町の合併により琴浦町発足に伴い、琴浦町立浦安小学校と改称。

## 通学区域
- 逢束（1～7区）、浦安（1～11区）、下伊勢（下伊勢西・下伊勢東）、上伊勢（上伊勢団地）、中尾（伊勢野）、槻下（槻下中村・斉尾・斉尾団地・槻下北団地・槻下南団地）、金屋[2][3]

## 進学先中学校
- 琴浦町立東伯中学校

## 校区内の主な施設
- 斎尾廃寺跡
- 宝製菓株式会社

## 交通アクセス
- 西日本旅客鉄道（JR西日本）山陰本線 浦安駅より徒歩16分。